# Köpfchen

Längsschnitt durch ein Köpfchen, schematische Darstellung.

Der Ausdruck Köpfchen (auch Capitulum oder Anthodium) bezeichnet in der Botanik einen Blütenstand. Alle Blüten sitzen direkt an der gestauchten und verdickten Sprossachse, oft befindet sich an der Basis eine Hochblatthülle.
Die verschiedenen Kleearten bilden häufig Köpfchen aus, die sich im Vergleich zwischen den Arten gut aus gestauchten Trauben herleiten lassen.
Vom Aufbau her ist das Köpfchen dem Korb sehr ähnlich.
Ein Köpfchen mit verdickter Achse wirkt, sobald diese nicht typisch verkürzt ist, wie ein Kolben. Der Übergang zwischen diesen Blütenstandstypen ist fließend und beim Mannstreu gut zu beobachten.

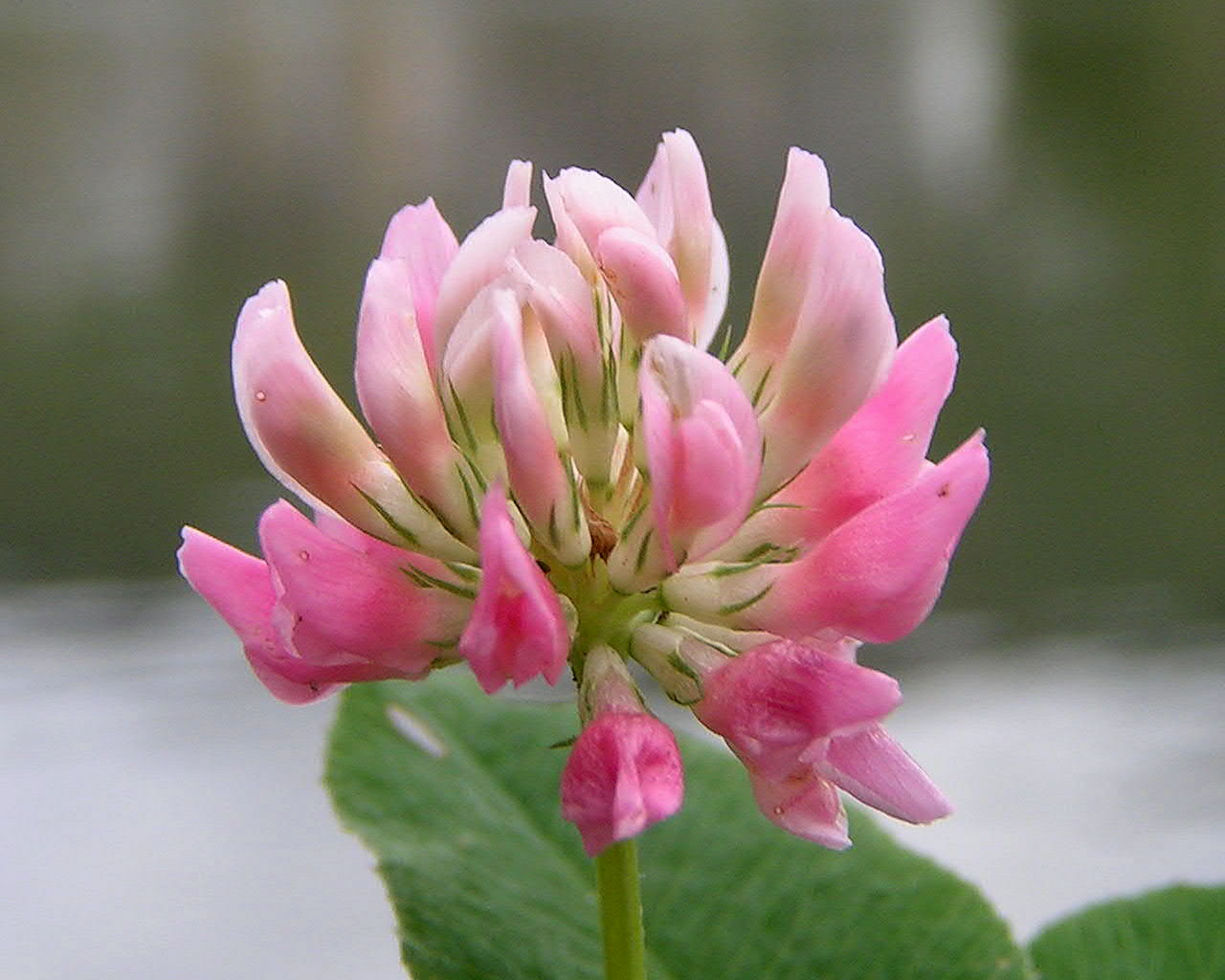
Schwedenklee (Trifolium hybridum)
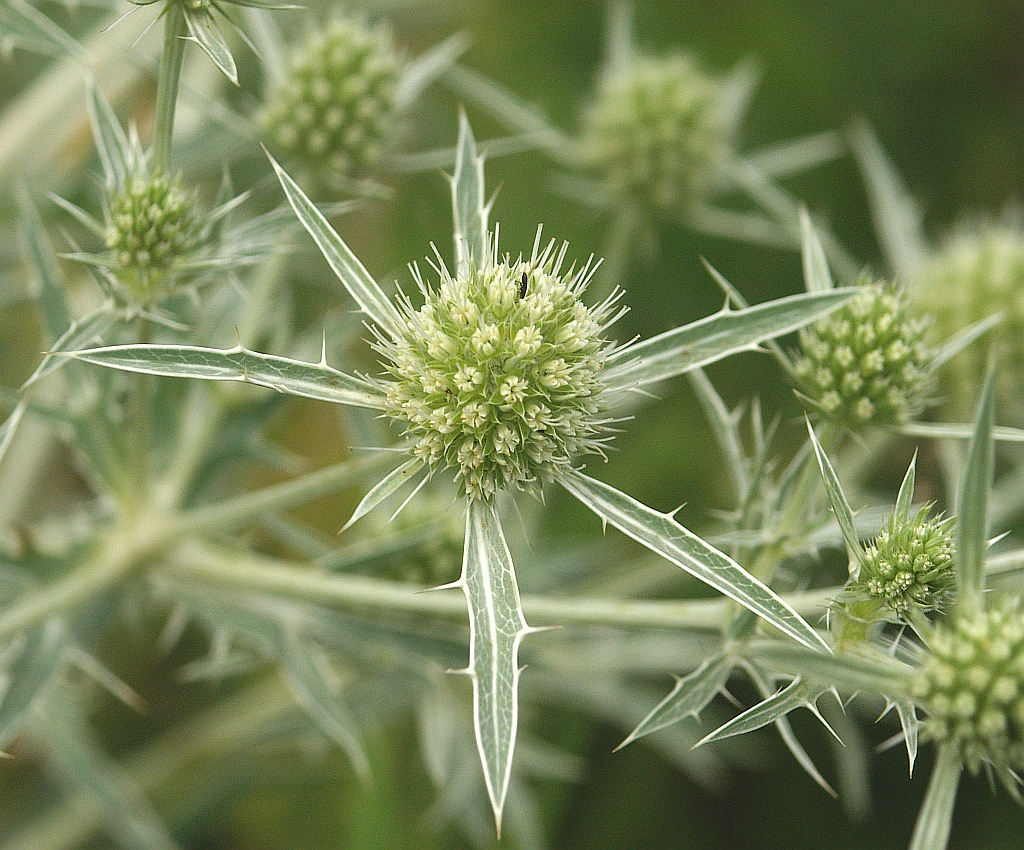
Feld-Mannstreu (Eryngium campestre) noch mit Köpfchen.
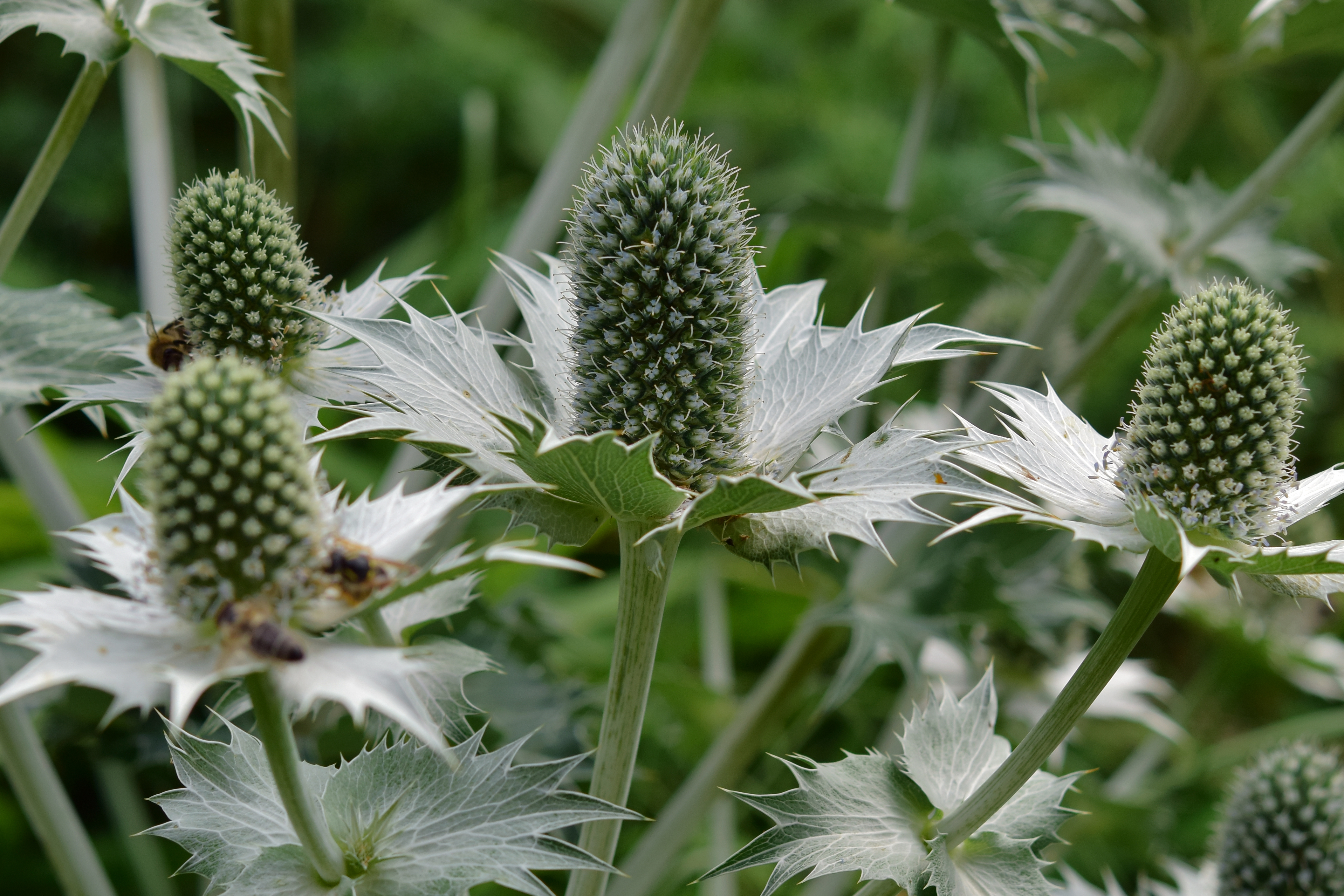
aber Eryngium giganteum schon mit einem kurzen Kolben.